# Élections législatives norvégiennes de 1930
Les élections législatives norvégiennes de 1930 (Stortingsvalet 1930, en norvégien) se sont tenues le 20 octobre 1930, afin d'élire les cent cinquante députés du Storting pour un mandat de trois ans.